# Lars Ståhle
Lars Ståhle, född i 11 maj 1684 i Skällviks församling, Östergötlands län, död 15 januari 1741 i Dagsbergs församling, Östergötlands län, var en svensk präst.

## Biografi
Lars Ståhle föddes 1684 i Skällviks församling och var son till kyrkoherden Stephanus Ståhle. Ståhle blev höstterminen 1701 student vid Uppsala universitet och prästvigdes 11 mars 1708. Han blev 1710 komminister i Krokeks församling och 1733 kyrkoherde i Dagsbergs församling. Ståhle avled 1741 i Dagsbergs församling och begravdes 29 januari samma år.

### Familj
Ståhle gifte sig första gången 1710 med Anna Falk (död 1719). De fick tillsammans barnen Elsa Beata Ståhle (född 1711), gränsridare Stephan Ståhle (född 1712) i Bohus län, Anna Catharina Ståhle (1714–1761) som var gift med tobakshandlaren Bengt Lenning i Nyköping och Elsa Maria Ståhle (född 1716) som var gift med bokhållaren Carl Johan Hoenstedt. Ståhle gifte sig andra gången 10 maj 1730 med Anna Flodman som var dotter till en bonde i Kila socken. De fick tillsammans barnen Stina Greta Ståhle (1730–1736), Ulrica Elisabeth Ståhle (född 1734) och Stina Greta Ståhle (1736–1736). Efter Ståhles död gift Anna Flodman om sig med körsnären Christian Düben i Norrköping.